# Saison 2009-2010 du FC Sion
Maillots
Chronologie
Saison précédente Saison suivante
Le FC Sion joue pour la saison 2009-2010 en Axpo Super League, la première division suisse.
Lors de la saison précédente, le FC Sion ayant remporté la coupe de Suisse de football, il dispute la Ligue Europa 2009-2010. Néanmoins, la FIFA ayant tranché sur l'affaire el-Hadary, l'équipe est exclue de transferts pour toute la saison, mesure qui selon son président Christian Constantin ne toucherait que l'équipe amateur.
L'équipe entraînée par le Français Didier Tholot termine cinquième à l'issue de la saison avec 51 points. Le FC Sion sort dès le deuxième tour de la Coupe de Suisse de football 2009-2010. En Coupe d'Europe, le club est éliminé en barrages de la Ligue Europa 2009-2010 par le Fenerbahçe SK.

## Transferts
| - Carlos Manuel Gonçalves Alonso (FC Athlétic Club Arles-Avignon) - Olivier Monterrubio (FC Lorient) - Michele Morganella (FC Le Mont Lausanne) - Damien Germanier (FC Le Mont Lausanne) (FC Stade Nyonnais) - Germano Vailati (FC St-Gall) - Gilles Levrand (FC Le Mont Lausanne) (FC Stade Nyonnais) - Basile Couchepin (FC Le Mont Lausanne) - Dorian Zambaz (FC Le Mont Lausanne) - Virgile Reset (FC Vannes Olympique Club) - Florian Berisha (FC Schaffhouse)(FC Yverdon-Sport) - Essam al-Hadary (FC Sporting Club Ismaïly) - Álvaro Saborío (FC Bristol City) (FC Real Salt Lake) - Mirsad Mijadinoski (FC Debreceni VSC) - Guilherme Afonso (FC Grasshoppers) - Zbigniew Zakrzewski (FC Arka Gdynia) - Moustapha Dabo (FC Al-Siliya Sports Club) - Danick Yerly (FC Le Mont Lausanne) - Frank Yerly (FC Le Mont Lausanne) - Mobulu M'Futi (FC Aarau) - Robert Servín (FC Luqueño) - Mohammed Yusuf (FC Al-Hilal) - Branislav Micic (FC Le Mont Lausanne) - Julien Brellier (?) - Jocelyn Ahoueya (?) - Antonio Carlos Dos Santos (FC Tschernomorez Burgas) - Aleksandar Mitreski (?) | - Abdoul Karim Yoda (FC Servette) - Émile Mpenza (Plymouth Argyle) - Tariq Chihab (NE Xamax) - Andris Vaņins (FK Ventspils) - Aleksandar Mitreski (FC Nürnberg) - Branislav Micic (UR Namur) - Kevin Fickentscher (FC La Chaux-de-Fonds) - Anthony Sauthier (FC Servette) - Nicolas Marin (FC Lorient) - Robert Servín (FC Cerro Porteño) - Giovanni Sio (FC Real Sociedad) - Antonio Carlos Dos Santos (FC Grasshopper Club Zürich) - Fabrizio Zambrella (FC Brescia Calcio) - Guillermo Sergio Imhoff (FC Jorge Wilstermann) - Adailton Jose Dos Santos (FC Santos) - Aleksandar Prijovic (FC Derby County) |

## Résultats

### Super League 2009-2010

#### 1eret2etours
| 1e journée                          | Grasshoper                                   | 3 - 1   | FC Sion       | 16h00 : Stade du Letzigrund                           |                                                       |
| 19 juillet 2009 9e place / 0 points | 30e Callà · 58e Dos Santos · 91e Ben Khalifa | (1 - 1) | 12e Obradovic | Spectateurs : 4 800 Arbitrage : M. Daniel Wermelinger | Spectateurs : 4 800 Arbitrage : M. Daniel Wermelinger |
| 19 juillet 2009 9e place / 0 points | compte-rendu                                 |         |               | Spectateurs : 4 800 Arbitrage : M. Daniel Wermelinger | Spectateurs : 4 800 Arbitrage : M. Daniel Wermelinger |

| 2e journée                              | FC Sion                           | 3 - 1   | FC Lucerne | 19h45 : Stade de Tourbillon                         |                                                     |
| 22 juillet 2009 · 5e place / 3 points · | 45e Dabo · 79e Mpenza · 84e Sarni | (1 - 0) | 90e Florin | Spectateurs : 11 200 Arbitrage : M. Massimo Busacca | Spectateurs : 11 200 Arbitrage : M. Massimo Busacca |
| 22 juillet 2009 · 5e place / 3 points · | compte-rendu                      |         |            | Spectateurs : 11 200 Arbitrage : M. Massimo Busacca | Spectateurs : 11 200 Arbitrage : M. Massimo Busacca |

| 3e journée                              | FC Sion      | 1 - 2   | FC Bâle                | 16h00 : Stade de Tourbillon                      |                                                  |
| 26 juillet 2009 · 8e place / 3 points · | 78e Mpenza   | (0 - 1) | 90e Stocker · 90e Frei | Spectateurs : 15 000 Arbitrage : M. Sascha Kever | Spectateurs : 15 000 Arbitrage : M. Sascha Kever |
| 26 juillet 2009 · 8e place / 3 points · | compte-rendu |         |                        | Spectateurs : 15 000 Arbitrage : M. Sascha Kever | Spectateurs : 15 000 Arbitrage : M. Sascha Kever |

| 4e journée                            | Neuchâtel Xamax | 1 - 3   | FC Sion                                 | 16h00 : Stade de la Maladière                      |                                                    |
| 1er août 2009 · 4e place / 6 points · | 49e Ideye       | (0 - 2) | 21e Mpenza · 23e Mpenza · 56e Die Serey | Spectateurs : 7 210 Arbitrage : M. Stéphane Studer | Spectateurs : 7 210 Arbitrage : M. Stéphane Studer |
| 1er août 2009 · 4e place / 6 points · | compte-rendu    |         |                                         | Spectateurs : 7 210 Arbitrage : M. Stéphane Studer | Spectateurs : 7 210 Arbitrage : M. Stéphane Studer |

| 5e journée                          | FC Sion      | 1 - 1   | FC Aarau  | 17h45 : Stade de Tourbillon                       |                                                   |
| 8 août 2009 · 5e place / 7 points · | 58e Fermino  | (0 - 0) | 93e Stoll | Spectateurs : 11 000 Arbitrage : M. Bruno Grossen | Spectateurs : 11 000 Arbitrage : M. Bruno Grossen |
| 8 août 2009 · 5e place / 7 points · | compte-rendu |         |           | Spectateurs : 11 000 Arbitrage : M. Bruno Grossen | Spectateurs : 11 000 Arbitrage : M. Bruno Grossen |

| 6e journée                           | FC Sion                                         | 3 - 3   | FC Zurich                                           | 17h45 : Stade de Tourbillon                           |                                                       |
| 15 août 2009 · 5e place / 8 points · | 6e Marin · 41e Obradovic · 54e (pen.) Dominguez | (2 - 1) | 39e Margairaz · 69e Tihinen · 88e (pen.) Vonlanthen | Spectateurs : 12 500 Arbitrage : M. Claudio Circhetta | Spectateurs : 12 500 Arbitrage : M. Claudio Circhetta |
| 15 août 2009 · 5e place / 8 points · | compte-rendu                                    |         |                                                     | Spectateurs : 12 500 Arbitrage : M. Claudio Circhetta | Spectateurs : 12 500 Arbitrage : M. Claudio Circhetta |

| 7e journée                           | BSC Young Boys                                  | 3 - 1   | FC Sion      | 16h00 : Stade de Suisse                             |                                                     |
| 23 août 2009 · 7e place / 8 points · | 46e Schneuwly · 49e Schneuwly · 60e (pen.) Yapi | (0 - 0) | 85e Adeshina | Spectateurs : 19 500 Arbitrage : M. Stéphane Studer | Spectateurs : 19 500 Arbitrage : M. Stéphane Studer |
| 23 août 2009 · 7e place / 8 points · | compte-rendu                                    |         |              | Spectateurs : 19 500 Arbitrage : M. Stéphane Studer | Spectateurs : 19 500 Arbitrage : M. Stéphane Studer |

| 8e journée                            | FC Sion                            | 3 - 1   | AC Bellinzone   | 16h00 : Stade de Tourbillon                     |                                                 |
| 30 août 2009 · 6e place / 11 points · | 29e Marin · 38e Mpenza · 49e Marin | (2 - 1) | 11e Lustrinelli | Spectateurs : 9 900 Arbitrage : M. Alain Bierie | Spectateurs : 9 900 Arbitrage : M. Alain Bierie |
| 30 août 2009 · 6e place / 11 points · | compte-rendu                       |         |                 | Spectateurs : 9 900 Arbitrage : M. Alain Bierie | Spectateurs : 9 900 Arbitrage : M. Alain Bierie |

| 9e journée                                 | FC Saint-Gall | 1 - 1   | FC Sion           | 17h45 : AFG Arena                               |                                                 |
| 12 septembre 2009 · 6e place / 12 points · | 18e Hämmerli  | (1 - 0) | 54e (csc) Koubsky | Spectateurs : 13 130 Arbitrage : M. Sasha Kever | Spectateurs : 13 130 Arbitrage : M. Sasha Kever |
| 12 septembre 2009 · 6e place / 12 points · | compte-rendu  |         |                   | Spectateurs : 13 130 Arbitrage : M. Sasha Kever | Spectateurs : 13 130 Arbitrage : M. Sasha Kever |

| 10e journée                                | FC Lucerne   | 1 - 2   | FC Sion                          | 19h45 : Stadion Gersag                        |                                               |
| 24 septembre 2009 · 5e place / 15 points · | 51e Ianu     | (0 - 1) | 14e Marin · 67e (pen.) Dominguez | Spectateurs : 7 513 Arbitrage : Nikolaj Hänni | Spectateurs : 7 513 Arbitrage : Nikolaj Hänni |
| 24 septembre 2009 · 5e place / 15 points · | compte-rendu |         |                                  | Spectateurs : 7 513 Arbitrage : Nikolaj Hänni | Spectateurs : 7 513 Arbitrage : Nikolaj Hänni |

| 11e journée                                | FC Sion                 | 2 - 3   | Grasshopper-Club Zurich                         | 16h00 : Stade de Tourbillon                      |                                                  |
| 27 septembre 2009 · 5e place / 15 points · | 33e Mpenza · 61e Mpenza | (1 - 0) | 54e (pen.) Smiljanic · 74e Cabanas · 91e Zarate | Spectateurs : 10 800 Arbitrage : M. Sascha Kever | Spectateurs : 10 800 Arbitrage : M. Sascha Kever |
| 27 septembre 2009 · 5e place / 15 points · | compte-rendu            |         |                                                 | Spectateurs : 10 800 Arbitrage : M. Sascha Kever | Spectateurs : 10 800 Arbitrage : M. Sascha Kever |

| 12e journée                             | FC Bâle                                                                      | 5 - 0   | FC Sion | 16h00 : Parc Saint-Jacques                         |                                                    |
| 4 octobre 2009 · 6e place / 15 points · | 43e Streller · 44e Streller · 78e Frei · 84e Chipperfield · 86e Chipperfield | (2 - 0) |         | Spectateurs : 20 331 Arbitrage : M.Stéphane Studer | Spectateurs : 20 331 Arbitrage : M.Stéphane Studer |
| 4 octobre 2009 · 6e place / 15 points · | compte-rendu                                                                 |         |         | Spectateurs : 20 331 Arbitrage : M.Stéphane Studer | Spectateurs : 20 331 Arbitrage : M.Stéphane Studer |

| 13e journée                              | FC Sion      | 1 - 0   | Neuchâtel Xamax | 16h00 : Stade de Tourbillon                           |                                                       |
| 24 octobre 2009 · 6e place / 18 points · | 45e Sarni    | (1 - 0) |                 | Spectateurs : 12 600 Arbitrage : M.Daniel Wermelinger | Spectateurs : 12 600 Arbitrage : M.Daniel Wermelinger |
| 24 octobre 2009 · 6e place / 18 points · | compte-rendu |         |                 | Spectateurs : 12 600 Arbitrage : M.Daniel Wermelinger | Spectateurs : 12 600 Arbitrage : M.Daniel Wermelinger |

| 14e journée                              | FC Aarau     | 0 - 0   | FC Sion | 19h45 : Stade du Brügglifeld                   |                                                |
| 28 octobre 2009 · 6e place / 19 points · |              | (0 - 0) |         | Spectateurs : 3 600 Arbitrage : M. Alain Bieri | Spectateurs : 3 600 Arbitrage : M. Alain Bieri |
| 28 octobre 2009 · 6e place / 19 points · | compte-rendu |         |         | Spectateurs : 3 600 Arbitrage : M. Alain Bieri | Spectateurs : 3 600 Arbitrage : M. Alain Bieri |

| 15e journée                              | FC Zurich    | 1 - 1 | FC Sion    | 17h45 : Stade du Letzigrund                     |                                                 |
| 31 octobre 2009 · 6e place / 20 points · | 67e Alphonse |       | 1re Chihab | Spectateurs : 9 600 Arbitrage : M. Sascha Kever | Spectateurs : 9 600 Arbitrage : M. Sascha Kever |
| 31 octobre 2009 · 6e place / 20 points · | compte-rendu |       |            | Spectateurs : 9 600 Arbitrage : M. Sascha Kever | Spectateurs : 9 600 Arbitrage : M. Sascha Kever |

| 16e journée                              | FC Sion                                   | 3 - 1 | BSC Young Boys | 16h00 : Stade de Tourbillon                        |                                                    |
| 9 novembre 2009 · 5e place / 23 points · | 5e Adeshina · 39e Nwaneri · 62e Dominguez |       | 76e Matar      | Spectateurs : 13 500 Arbitrage : M.Stéphane Studer | Spectateurs : 13 500 Arbitrage : M.Stéphane Studer |
| 9 novembre 2009 · 5e place / 23 points · | compte-rendu                              |       |                | Spectateurs : 13 500 Arbitrage : M.Stéphane Studer | Spectateurs : 13 500 Arbitrage : M.Stéphane Studer |

| 17e journée                               | AC Bellinzone                        | 3 - 1 | FC Sion       | 16h00 : Stadio Comunale                        |                                                |
| 29 novembre 2009 · 8e place / 23 points · | 40e Hima · 69e Lima · 80e Ciarrocchi |       | 43e Dominguez | Spectateurs : 3 100 Arbitrage : M. Wermelinger | Spectateurs : 3 100 Arbitrage : M. Wermelinger |
| 29 novembre 2009 · 8e place / 23 points · | compte-rendu                         |       |               | Spectateurs : 3 100 Arbitrage : M. Wermelinger | Spectateurs : 3 100 Arbitrage : M. Wermelinger |

| 18e journée                              | FC Sion      | 2 - 1 | FC Saint-Gall | 17h45 : Stade de Tourbillon                        |                                                    |
| 5 décembre 2009 · 6e place / 26 points · |              |       |               | Spectateurs : 9 500 Arbitrage : M. Massimo Busacca | Spectateurs : 9 500 Arbitrage : M. Massimo Busacca |
| 5 décembre 2009 · 6e place / 26 points · | compte-rendu |       |               | Spectateurs : 9 500 Arbitrage : M. Massimo Busacca | Spectateurs : 9 500 Arbitrage : M. Massimo Busacca |

#### 3eet4etours
| 19e journée                             | FC Saint-Gall | 1 - 0   | FC Sion | 17h45 : AFG Arena    |                      |
| 6 février 2010 · 7e place / 26 points · | 9e Frei       | (1 - 0) |         | Spectateurs : 10 250 | Spectateurs : 10 250 |
| 6 février 2010 · 7e place / 26 points · | compte-rendu  |         |         | Spectateurs : 10 250 | Spectateurs : 10 250 |

| 20e journée                              | FC Sion      | 1 - 1   | FC Zurich        | 16h00 : Stade de tourbillon                     |                                                 |
| 14 février 2010 · 6e place / 27 points · | 78e Vanczak  | (0 - 0) | 86e (pen.) Gajić | Spectateurs : 8 300 Arbitrage : Massimo Busacca | Spectateurs : 8 300 Arbitrage : Massimo Busacca |
| 14 février 2010 · 6e place / 27 points · | compte-rendu |         |                  | Spectateurs : 8 300 Arbitrage : Massimo Busacca | Spectateurs : 8 300 Arbitrage : Massimo Busacca |

| 21e journée                              | FC Sion      | 1 - 1   | Neuchâtel Xamax | 16h00 : Stade de tourbillon                      |                                                  |
| 21 février 2010 · 5e place / 28 points · | 3e Mpenza    | (1 - 0) | 56e Dampha      | Spectateurs : 10 800 Arbitrage : M. Sascha Kever | Spectateurs : 10 800 Arbitrage : M. Sascha Kever |
| 21 février 2010 · 5e place / 28 points · | compte-rendu |         |                 | Spectateurs : 10 800 Arbitrage : M. Sascha Kever | Spectateurs : 10 800 Arbitrage : M. Sascha Kever |

| 22e journée           | FC Sion                 | 2 - 1   | AC Bellinzone | 17h45 : Stade de tourbillon                    |                                                |
| 6 mars 2010 31 points | 56e Buhler · 66e Buhler | (0 - 1) | 22e Diarra    | Spectateurs : 6 700 Arbitrage : M. Alain Bieri | Spectateurs : 6 700 Arbitrage : M. Alain Bieri |
| 6 mars 2010 31 points | compte-rendu            |         |               | Spectateurs : 6 700 Arbitrage : M. Alain Bieri | Spectateurs : 6 700 Arbitrage : M. Alain Bieri |

| 23e journée            | BSC Young Boys  | 1 - 0   | FC Sion | 16h00 : Stade de Suisse                         |                                                 |
| 14 mars 2010 31 points | 81e Lustrinelli | (1 - 0) |         | Spectateurs : 22 114 Arbitrage : M. Wermelinger | Spectateurs : 22 114 Arbitrage : M. Wermelinger |
| 14 mars 2010 31 points | compte-rendu    |         |         | Spectateurs : 22 114 Arbitrage : M. Wermelinger | Spectateurs : 22 114 Arbitrage : M. Wermelinger |

| 24e journée            | Grasshopper-Club Zurich    | 2 - 0   | FC Sion | 18h45 : stade du Letzigrund |  |
| 17 mars 2010 31 points | 44e Ben Khalifa · 80e Toko | (1 - 0) |         |                             |  |
| 17 mars 2010 31 points | compte-rendu               |         |         |                             |  |

| 25e journée            | FC Sion                                                          | 5 - 2   | FC Lucerne           | 17h45 : Stade de tourbillon                       |                                                   |
| 20 mars 2010 34 points | 5e Mpenza · 22e Dominguez · 44e Chihab · 46e Mpenza · 79e Mpenza | (3 - 2) | 11e Ianu · 11e Yakin | Spectateurs : 7 800 Arbitrage : Arbitre M. Studer | Spectateurs : 7 800 Arbitrage : Arbitre M. Studer |
| 20 mars 2010 34 points | compte-rendu                                                     |         |                      | Spectateurs : 7 800 Arbitrage : Arbitre M. Studer | Spectateurs : 7 800 Arbitrage : Arbitre M. Studer |

| 26e journée            | FC Aarau     | 0 - 3 | FC Sion                           | 19h45 : Stade du Brügglifeld                   |                                                |
| 24 mars 2010 37 points |              |       | 38e Yoda · 63e Marin · 76e Mpenza | Spectateurs : 3 900 Arbitrage : M. Alain Bieri | Spectateurs : 3 900 Arbitrage : M. Alain Bieri |
| 24 mars 2010 37 points | compte-rendu |       |                                   | Spectateurs : 3 900 Arbitrage : M. Alain Bieri | Spectateurs : 3 900 Arbitrage : M. Alain Bieri |

| 27e journée            | FC Sion                | 2 - 2 | FC Bâle                     | 17h45 : Stade de tourbillon                      |                                                  |
| 27 mars 2010 38 points | 65e Marin · 77e Mpenza |       | 11e Streller · 62e Streller | Spectateurs : 11 800 Arbitrage : M. Sascha Kever | Spectateurs : 11 800 Arbitrage : M. Sascha Kever |
| 27 mars 2010 38 points | compte-rendu           |       |                             | Spectateurs : 11 800 Arbitrage : M. Sascha Kever | Spectateurs : 11 800 Arbitrage : M. Sascha Kever |

| 28e journée                                 | FC Bâle                                        | 4 - 3   | FC Sion                | 19h45 : Parc Saint-Jacques                        |                                                   |
| 1er avril 2010 38 points Almerares Federico | 14e Almerares · 24e Chipperfield · 53e Shaqiri | (3 - 2) | 6e Bühler · 15e Mpenza | Spectateurs : 25 608 Arbitrage : M. Nikolaj Hänni | Spectateurs : 25 608 Arbitrage : M. Nikolaj Hänni |
| 1er avril 2010 38 points Almerares Federico | compte-rendu                                   |         |                        | Spectateurs : 25 608 Arbitrage : M. Nikolaj Hänni | Spectateurs : 25 608 Arbitrage : M. Nikolaj Hänni |

| 29e journée                            | FC Sion                                              | 4 - 0   | FC Aarau | 17h45 : Stade de tourbillon                          |                                                      |
| 10 avril 2010 · 6e place / 41 points · | 7e Vanczak · 13e Mpenza · 37e Dominguez · 67e Bühler | (3 - 0) |          | Spectateurs : 9 500 Arbitrage : M. Jérôme Laperrière | Spectateurs : 9 500 Arbitrage : M. Jérôme Laperrière |
| 10 avril 2010 · 6e place / 41 points · | compte-rendu                                         |         |          | Spectateurs : 9 500 Arbitrage : M. Jérôme Laperrière | Spectateurs : 9 500 Arbitrage : M. Jérôme Laperrière |

| 30e journée                            | FC Lucerne   | 1 - 1   | FC Sion       | 19h45 : Sportanlage Gersag                         |                                                    |
| 14 avril 2010 · 6e place / 42 points · | 12e Yakin    | (1 - 1) | 44e Zambrella | Spectateurs : 6 475 Arbitrage : M. Massimo Busacca | Spectateurs : 6 475 Arbitrage : M. Massimo Busacca |
| 14 avril 2010 · 6e place / 42 points · | compte-rendu |         |               | Spectateurs : 6 475 Arbitrage : M. Massimo Busacca | Spectateurs : 6 475 Arbitrage : M. Massimo Busacca |

| 31e journée                            | FC Sion                                                  | 4 - 1   | BSC Young Boys | 15h30 : Stade de tourbillon                         |                                                     |
| 18 avril 2010 · 4e place / 45 points · | 9e Mpenza · 28e Obradovic · 45+1e Alioui · 83e Dominguez | (3 - 0) | 48e Raimondi   | Spectateurs : 14 500 Arbitrage : M. Stéphane Studer | Spectateurs : 14 500 Arbitrage : M. Stéphane Studer |
| 18 avril 2010 · 4e place / 45 points · | compte-rendu                                             |         |                | Spectateurs : 14 500 Arbitrage : M. Stéphane Studer | Spectateurs : 14 500 Arbitrage : M. Stéphane Studer |

| 32e journée                            | AC Bellinzone         | 2 - 1   | FC Sion     | 16h00 : stade communale de Bellinzone               |                                                     |
| 25 avril 2010 · 5e place / 48 points · | 10e Alioui · 84e Kalu | (1 - 1) | 19e Vanczak | Spectateurs : 3 600 Arbitrage : M. Cyril Zimmermann | Spectateurs : 3 600 Arbitrage : M. Cyril Zimmermann |
| 25 avril 2010 · 5e place / 48 points · | compte-rendu          |         |             | Spectateurs : 3 600 Arbitrage : M. Cyril Zimmermann | Spectateurs : 3 600 Arbitrage : M. Cyril Zimmermann |

| 33e journée                           | FC Sion       | 1 - 0   | Grasshopper-Club Zurich | 17h45 : Stade de tourbillon                       |                                                   |
| 1er mai 2010 · 4e place / 45 points · | 85e Serey Die | (0 - 0) |                         | Spectateurs : 10 500 Arbitrage : M. Nikolaj Hänni | Spectateurs : 10 500 Arbitrage : M. Nikolaj Hänni |
| 1er mai 2010 · 4e place / 45 points · | compte-rendu  |         |                         | Spectateurs : 10 500 Arbitrage : M. Nikolaj Hänni | Spectateurs : 10 500 Arbitrage : M. Nikolaj Hänni |

| 34e journée                         | Neuchâtel Xamax                                       | 2 - 1   | FC Sion    | 19h45 : Stade de la Maladière                    |                                                  |
| 6 mai 2010 · 5e place / 48 points · | 1re Kuljic · 27e Bi Gohou · 39e Kuljic · 43e Bi Gohou | (1 - 1) | 32e Mpenza | Spectateurs : 4 139 Arbitrage : M. Bruno Grossen | Spectateurs : 4 139 Arbitrage : M. Bruno Grossen |
| 6 mai 2010 · 5e place / 48 points · | compte-rendu                                          |         |            | Spectateurs : 4 139 Arbitrage : M. Bruno Grossen | Spectateurs : 4 139 Arbitrage : M. Bruno Grossen |

| 35e journée                          | FC Zürich                     | 2 - 0   | FC Sion | 20h15 : Stade du Letzigrund                     |                                                 |
| 13 mai 2010 · 5e place / 48 points · | 5e Mehmedi · 57e Schönbächler | (1 - 0) |         | Spectateurs : 7 200 Arbitrage : M. Patrick Graf | Spectateurs : 7 200 Arbitrage : M. Patrick Graf |
| 13 mai 2010 · 5e place / 48 points · | compte-rendu                  |         |         | Spectateurs : 7 200 Arbitrage : M. Patrick Graf | Spectateurs : 7 200 Arbitrage : M. Patrick Graf |

| 36e journée                          | FC Sion                                                               | 5 - 1   | FC Saint-Gall | 16h00 : Stade de tourbillon                           |                                                       |
| 16 mai 2010 · 5e place / 51 points · | 16e Mpenza · 40e Bühler · 45eMpenza · 55e (pen.) · Mpenza 62e Neurohr | (3 - 0) | 49e Winter    | Spectateurs : 7 800 Arbitrage : M. Daniel Wermelinger | Spectateurs : 7 800 Arbitrage : M. Daniel Wermelinger |
| 16 mai 2010 · 5e place / 51 points · | compte-rendu                                                          |         |               | Spectateurs : 7 800 Arbitrage : M. Daniel Wermelinger | Spectateurs : 7 800 Arbitrage : M. Daniel Wermelinger |

### Coupe de Suisse de football 2009-2010
| 1er tour          | FC Échallens          | 0 - 1   | FC Sion | 16h00 : Stade des Trois Sapins                      |                                                     |
| 19 septembre 2009 | 92e (autogoal) Pittet | (0 - 0) |         | Spectateurs : 2 500 Arbitrage : M.Jérôme Laperrière | Spectateurs : 2 500 Arbitrage : M.Jérôme Laperrière |

| 2e tour         | FC Thoune            | 2 - 1   | FC Sion      | 14:30 : Stade du Lachen                           |                                                   |
| 18 octobre 2009 | 38e Faye · 105e Faye | (1 - 0) | 63e Adeshina | Spectateurs : 3 900 Arbitrage : M.Carlo Bertolini | Spectateurs : 3 900 Arbitrage : M.Carlo Bertolini |

### Ligue Europa 2009-2010
| Tour de barrages - match aller    | FC Sion      | 0 - 2   | Fenerbahçe SK                      | Stade de Genève                                   |                                                   |
| 20 août 2009 20h30 (heure locale) |              | (0 - 1) | 44e Andre Santos · 85e Kâzım Kâzım | Spectateurs : 9 500 Arbitrage : Daniel Stalhammar | Spectateurs : 9 500 Arbitrage : Daniel Stalhammar |
| 20 août 2009 20h30 (heure locale) | compte-rendu |         |                                    | Spectateurs : 9 500 Arbitrage : Daniel Stalhammar | Spectateurs : 9 500 Arbitrage : Daniel Stalhammar |

| Tour de barrages - match retour   | Fenerbahçe SK                             | 2 - 2   | FC Sion                        | Stade Şükrü Saraçoğlu Istanbul                              |                                                             |
| 27 août 2009 21:30 (heure locale) | 2e Andre Santos · 41e (pen.) Andre Santos | (2 - 2) | 9e Vanczák · 31e (pen.) Chihab | Spectateurs : 32 000 Arbitrage : Bruno Miguel Duarte Paixao | Spectateurs : 32 000 Arbitrage : Bruno Miguel Duarte Paixao |
| 27 août 2009 21:30 (heure locale) | compte-rendu                              |         |                                | Spectateurs : 32 000 Arbitrage : Bruno Miguel Duarte Paixao | Spectateurs : 32 000 Arbitrage : Bruno Miguel Duarte Paixao |